# Planalto de Potohar
O planalto de Potohar é um planalto que forma o norte do Punjab. Não possui nenhum sistema de irrigação apropriado, sendo a agricultura do tipo "batari". Tem como limite as partes ocidentais de Caxemira Livre e o sul da Província da Fronteira Noroeste. 
O planalto de Potohar é uma das regiões com mais densidade populacional do Paquistão. A região foi originalmente o lar da antiga cultura soaniana, com o descobrimento de importantes sítios arqueológicos do Paquistão. Localizado entre o rio Indo e Jelum e banhado no norte pela cidade de Hazara e no sul pela Cordilheira do Sal, a erosão tem desgastado o planalto.

## Demografia
Potohar é o lar de muitas tribos diferentes, como saídes, jates, rajaputes e outros.